# Chong-Sik Lee
Chong-Sik Lee (Anju, 30 luglio 1931 – Filadelfia, 17 agosto 2021) è stato uno scrittore nordcoreano naturalizzato statunitense.
Specializzato in studi sull'Asia orientale, insieme al suo coautore Robert A. Scalapino, vinse nel 1974 il Woodrow Wilson Foundation Award dell'American Political Science Association per il miglior libro sul governo, sulla politica e gli affari internazionali.

## Primi anni e istruzione
Lee è nato ad Anju, in Corea, durante l'occupazione giapponese ed è fuggito dalla Corea del Nord verso la Corea del Sud, per poi trasferirsi negli Stati Uniti. È stato uno dei primi coreani a frequentare e laurearsi presso l'Università della California, Los Angeles (UCLA). Ha conseguito il master in scienze politiche presso l'UCLA e il dottorato di ricerca presso l'Università della California - Berkeley.

## Carriera
Gli studi in America hanno avuto origine presso l'Università della Pennsylvania nel 1963 quando Chong-Sik Lee, uno dei principali analisti degli affari coreani della nazione, si è unito al dipartimento di scienze politiche. Lee era professore emerito di scienze politiche all'Università della Pennsylvania ed eminente studioso alla Kyung Hee University.
La ricerca di Lee sulla storia coreana moderna è iniziata nel 1957 quando ha iniziato a scrivere in collaborazione con Robert A. Scalapino. Pubblicato nel 1973 dopo 16 anni di ricerche e scritti, Communism in Korea è stato il vincitore del Woodrow Wilson Foundation Award dell'American Political Science Association per il miglior libro pubblicato negli Stati Uniti nel 1974 sul governo e sulla politica.
Communism in Korea è stato revisionato e ristampato con il titolo Corea del Nord: Costruzione dello stato monolitico nel 2017.
La carriera accademica di Lee comprende opere sulla storia del comunismo in Corea, sulla divisione della penisola coreana e sulle origini della Repubblica di Corea. Ha anche studiato figure importanti della storia coreana moderna come Syngman Rhee, il primo presidente della Corea (1948-1960); Lyuh Woon-hyung, politico coreano e attivista per la riunificazione della penisola negli anni '40; e Park Chung-hee, il terzo presidente della Corea del Sud (1963-1979) che prese il potere con un colpo di Stato militare. Vanno anche ricordate però le sue opere sulle relazioni Corea-Giappone, sui movimenti comunisti in Manciuria e sulle relazioni internazionali dell'Asia orientale: opere che sono state tradotte in molte lingue e sono considerate dei classici negli studi dell'Asia orientale.
Avendo dedicato più di cinque decenni alla raccolta di documenti storici, Lee ha dichiarato che: "Leggendo vari documenti, posso ottenere informazioni sul motivo per cui si sono verificati determinati eventi, cosa ha portato al verificarsi di questi eventi e perché i personaggi storici hanno intrapreso azioni particolari". Lee diceva spesso ai suoi studenti che "Il vero progresso della borsa di studio è possibile solo attraverso un processo di indagine ripetitivo" e consigliava loro di "accettare nuove teorie ma di indagare con curiosità quando queste teorie non sono convincenti".
È stato l'autore di The Politics of Korean Nationalism, Kim Kyu-sik ui saengae (La vita di Kim Kyu-sik), Park Chung Hee: From Poverty to Power e A 21st Century View of Post-Colonial Korea. Lee è morto il 17 agosto 2021 all'età di 90 anni. 

## Premi
- 2011: Premio Kyung-Ahm, Kyung-Ahm Education & Cultural Foundation[4][5]